# Juan Manuel Cerúndolo
Pour les articles homonymes, voir Cerundolo.
Juan Manuel Cerúndolo, né le 15 novembre 2001 à Buenos Aires, est un joueur de tennis argentin, professionnel depuis 2018.
Son frère aîné, Francisco, est également joueur de tennis, tandis que son père Alejandro a été brièvement professionnel dans les années 1980.

## Carrière
Juan Manuel Cerúndolo a remporté quatre tournois junior en 2017 et a atteint le 8e rang mondial dans la catégorie en mars 2018. Il passe professionnel à l'issue de la saison et obtient ses premiers résultats en 2019 puisqu'il remporte trois titres à Tabarka, Helsinki, Santiago et dispute deux autres finales. Il accède également aux demi-finales du tournoi Challenger de Montevideo où il bat le 45e mondial Pablo Cuevas. Ces performances lui font gagner plus de 1 000 places en une saison.
En 2021, lors de l'Open de Córdoba, alors classé 335e mondial, Juan Manuel Cerúndolo s'extirpe des qualifications et crée la sensation en battant plusieurs membres du top 100 dont Miomir Kecmanović (41e). Il accède à la finale et s'impose contre Albert Ramos-Viñolas (47e). Il est le premier joueur à remporter à sa première participation un tournoi ATP depuis Santiago Ventura en 2004. Cette performance lui fait gagner 150 places au classement ATP. Par la suite, il enregistre de bons résultats sur le circuit Challenger avec trois titres à Rome, Côme et Banja Luka et fait son entrée dans le top 100 en fin d'année. Il se qualifie pour le Masters Next Gen où il échoue en phase de poule avec trois défaites.
Il ne parvient pas à confirmer sur le circuit ATP en 2022 mais se distingue néanmoins en se qualifiant pour le 3e tour du Masters de Miami où il écarte Kevin Anderson. En 2023, il est quart de finaliste à Córdoba après avoir battu Diego Schwartzman et à Winston-Salem. La semaine suivante, il décroche sa première victoire en Grand Chelem à l'US Open contre Ilya Ivashka (2-6, 64-7, 6-3, 6-3, 6-3). Toujours performant sur ses terres sud-américaines, il s'adjuge sept tournois Challenger en l'espace de trois ans.

### 2025. Finale au tournoi de Brunswick et Gstaad ,demi-finale au challenger de Córdoba, à Gstaad, plus belle victoire de sa carrière contre le numéro 13 mondial Casper Ruud et retour dans le top 90
En février, il affronte son frère Francisco au second tour du tournoi de Buenos Aires. Il s'immisce en finale du tournoi de Gstaad en juillet après plusieurs victoires en trois manches contre l'Allemand Jan-Lennard Struff (6-3, 3-6, 6-3), le vétéran Belge David Goffin (5-7, 6-4, 6-1) et surtout le treizième joueur mondial, deux fois finaliste à Roland Garros, Casper Ruud (6-2, 1-6, 6-3) qu'il écarte en quarts. Opposé à une autre surprise du tournoi, le Péruvien Ignacio Buse, il parvient pour la deuxième fois de sa carrière en finale (6-3, 6-3), quatre ans après son seul titre à Cordoba. Confronté au Kazakh Alexander Bublik, quart de finaliste du dernier Roland Garros, il est sorti non sans lutter (4-6, 6-4, 3-6).

## Palmarès

### Titre en simple messieurs
| No | Date       | Nom et lieu du tournoi | Catégorie | Dotation  | Surface      | Finaliste            | Score         |          |
| -- | ---------- | ---------------------- | --------- | --------- | ------------ | -------------------- | ------------- | -------- |
| 1  | 22-02-2021 | Córdoba Open, Córdoba  | ATP 250   | 325 270 $ | Terre (ext.) | Albert Ramos-Viñolas | 6-0, 2-6, 6-2 | Parcours |

### Finales en simple messieurs
| No | Date       | Nom et lieu du tournoi        | Catégorie | Dotation  | Surface      | Vainqueur        | Score         |          |
| -- | ---------- | ----------------------------- | --------- | --------- | ------------ | ---------------- | ------------- | -------- |
| 1  | 14-07-2025 | EFG Swiss Open Gstaad, Gstaad | ATP 250   | 596 035 € | Terre (ext.) | Alexander Bublik | 6-4, 4-6, 6-3 | Parcours |

## Parcours dans les tournois duGrand Chelem

### En simple
| Année | Open d'Australie | Open d'Australie | Internationaux de France | Internationaux de France | Wimbledon       | Wimbledon       | US Open        | US Open              |
| ----- | ---------------- | ---------------- | ------------------------ | ------------------------ | --------------- | --------------- | -------------- | -------------------- |
| 2022  | 1er tour (1/64)  | Tomáš Macháč     | Q1                       | Cedrik-Marcel Stebe      | —               | —               | —              | —                    |
| 2023  | —                | —                | Q2                       | Hamad Medjedović         | 1er tour (1/64) | Jannik Sinner   | 2e tour (1/32) | A. Davidovich Fokina |
|       |                  |                  |                          |                          |                 |                 |                |                      |
| 2025  | Q1               | Yosuke Watanuki  | 2e tour (1/32)           | Hamad Medjedović         | Q1              | Luca Van Assche |                |                      |

N.B. : à droite du résultat se trouve le nom de l'ultime adversaire.

## Parcours dans lesMasters 1000
| Année | Indian Wells     | Miami             | Monte-Carlo | Madrid              | Rome             | Canada | Cincinnati | Shanghai | Paris |
| ----- | ---------------- | ----------------- | ----------- | ------------------- | ---------------- | ------ | ---------- | -------- | ----- |
| 2022  | 1er tour J. Sock | 3e tour F. Tiafoe | —           | —                   | —                | —      | —          | n.o.     | —     |
| 2023  | —                | —                 | —           | —                   | 1er tour A. Fils | —      | —          | —        | —     |
|       |                  |                   |             |                     |                  |        |            |          |       |
| 2025  | —                | —                 | —           | 3e tour D. Medvedev | —                | —      | —          |          |       |

N.B. : sous le résultat se trouve le nom de l’ultime adversaire.

## Classements ATP en fin de saison
| Année          | 2018 | 2019 | 2020 | 2021 | 2022 | 2023 | 2024 |
| Rang en simple | 1581 | 396  | 341  | 89   | 152  | 120  | 139  |
| Rang en double | 1538 | 573  | 387  | 421  | –    | 1358 | 1383 |

Source : (en) Classements de Juan Manuel Cerúndolo sur le site officiel de la Fédération internationale de tennis